# 최철영 (야구인)
최철영(崔哲榮, 1977년 7월 23일 ~ )은 전 KBO 리그 야구 선수의 투수이다.

## 출신학교
- 1993년 ~ 1996년 : 경북고등학교
- 1996년 ~ 2000년 : 한양대학교 (1996학번)